# Пливање на Летњим олимпијским играма 2016 — 10 километара маратон за мушкарце
Пливачка маратонска трка на 10 километара за мушкарце  на Летњим олимпијским играма 2016. одржана је последњег дана пливачких такмичења 16. августа на локалитету Форт Копакабана у Рио де Жанеиру. Учестовало је укупно 25 такмичара из 23 земље. 
Фото-финиш је одлучио победника трке пошто су Холанђанин Фери Вертман и Грк Спиридон Јаниотис на циљ дошли у готово идентичном времену. На крају је златна медаља ипак припала холандском репрезентативцу, док је грчки такмичар освојио сребрну медаљу. Јаниотис је са 36 година уједно био и најстарији такмичар, а била је то и његова званично последња такмичарска трка у каријери. Била је то и прва олимпијска медаља у пливању за Грчку након пуних 120 година. Фото-финиш је одлучио и освајача трећег места, а бронзана медаља припала је Французу Марку Антоану Оливијеу. Трку су завршила укупно 23 такмичара, док су два такмичара дисквалификована. Један од дисквалифкованих такмичара био је Британац Џек Бурнел који је у финишу трке имао треће време. Други жути картон је добио због гурања са браниоцем златн медаље Тунишанином Усамом Мелулијем. 

## Освајачи медаља
|                    | Резултат  |                         | Резултат  |                           | Резултат  |
|                    |           |                         |           |                           |           |
| Фери Вертман (NED) | 1:52:59.8 | Спиридон Јаниотис (GRE) | 1:52:59.8 | Марк Антоан Оливије (FRA) | 1:53:02.0 |

## Резултати
| Плас. | Пливач              | Држава       | Време     | Заостатак за победником | Нап. |
| ----- | ------------------- | ------------ | --------- | ----------------------- | ---- |
|       | Фери Вертман        | Холандија    | 1:52:59.8 |                         |      |
|       | Спиридон Јаниотис   | Грчка        | 1:52:59.8 | 0.0                     |      |
|       | Марк Антоан Оливије | Француска    | 1:53:02.0 | +2.2                    |      |
| 4.    | Цу Лијуен           | Кина         | 1:53:02.0 | +2.2                    |      |
| 5.    | Џордан Вилимовски   | САД          | 1:53:03.2 | +3.4                    |      |
| 6.    | Симоне Руфини       | Италија      | 1:53:03.5 | +3.7                    |      |
| 7.    | Федерико Ванели     | Италија      | 1:53:03.9 | +4.1                    |      |
| 8.    | Јасунари Хираи      | Јапан        | 1:53:04.6 | +4.8                    |      |
| 9.    | Кристијан Рајхерт   | Немачка      | 1:53:04.7 | +4.9                    |      |
| 10.   | Чад Хо              | Јужна Африка | 1:53:04.8 | +5.0                    |      |
| 11.   | Јевгениј Дратцев    | Русија       | 1:53:04.8 | +5.0                    |      |
| 12.   | Усама Мелули        | Тунис        | 1:53:06.1 | +6.3                    |      |
| 13.   | Марк Пап            | Мађарска     | 1:53:11.7 | +11.9                   |      |
| 14.   | Шон Рајан           | САД          | 1:53:15.5 | +15.7                   |      |
| 15.   | Венцислав Ајдарски  | Бугарска     | 1:53:16.1 | +16.3                   |      |
| 16.   | Иван Ендерика Очоа  | Еквадор      | 1:53:16.2 | +16.4                   |      |
| 17.   | Ричард Вејнбергер   | Канада       | 1:53:16.4 | +16.6                   |      |
| 18.   | Алан до Кармо       | Бразил       | 1:53:16.4 | +16.6                   |      |
| 19.   | Кејн Радфорф        | Нови Зеланд  | 1:53:18.7 | +18.9                   |      |
| 20.   | Рикард Нађ          | Словачка     | 1:53:35.4 | +35.6                   |      |
| 21.   | Џерод Порт          | Аустралија   | 1:53:40.7 | +40.9                   |      |
| 22.   | Ервин Малдонадо     | Венецуела    | 1:54:33.6 | +1:33.8                 |      |
| 23.   | Марван ел Амрави    | Египат       | 1:59:17.2 | +6:17.4                 |      |
| 24.   | Виталиј Худјаков    | Казахстан    |           |                         | DSQ  |
| 25.   | Џек Бурнел          | В. Британија |           |                         | DSQ  |